# Sancedo
Sancedo és un municipi de la província de Lleó a la comunitat autònoma de Castella i Lleó. Forma part de la comarca d'El Bierzo. Aplega les entitats de Sancedo, Cueto i Ocero.

## Demografia
| 1991 | 1996 | 2001 | 2004 |
| ---- | ---- | ---- | ---- |
| 691  | 620  | 572  | 554  |